# Glendale (Arizona)
Glendale è una città della contea di Maricopa, in Arizona, negli Stati Uniti, situata a circa nove miglia (14 km) a nord-ovest della Downtown Phoenix. Secondo il Censimento degli Stati Uniti d'America del 2018, la popolazione della città era di 250 702 abitanti.

## Geografia fisica
Secondo lo United States Census Bureau, ha un'area totale di 59,75 mi² (154,75 km²).

## Storia
Alla fine degli anni 1800, dove oggi sorge Glendale, era solamente deserto. William John Murphy, un abitante di New Hartford, New York, che risiedeva nella città di Flagstaff in quello che allora era conosciuto come il territorio dell'Arizona, era incaricato di costruire il canale dell'Arizona di 40 miglia (64 km) dal Granite Reef al New River per la Arizona Canal Company. Nel 1885, completò il canale, che avrebbe portato l'acqua nella terra del deserto. Murphy era profondamente indebitato, dal momento che aveva accettato di essere pagato in azioni e obbligazioni nella Arizona Canal Company anziché in contanti.
Nel 1887, Murphy formò la Arizona Improvement Company. Il suo obiettivo era vendere la terra e i diritti sull'acqua a sud del canale. Murphy ha dovuto raccogliere capitali da fonti statali per far fronte alle spese per il personale e le spese di costruzione. Murphy ha deciso di riferirsi a questa terra come "Glendale". Per sviluppare e interessare potenziali investitori e coloni in questa nuova città, Murphy ha deciso di fornire un modo migliore per accedere da Phoenix a Glendale e terminare nella città di Peoria costruendo una strada diagonale lunga 29 km (18 miglia) che ha chiamato Grand Avenue.
Nel 1891, Burgess Hadsell lavorò con Murphy per portare 70 famiglie di "fratelli" e "fratelli di fiume" a Glendale per formare una colonia di temperanza. Ben presto i coloni, attratti dal divieto della città sulle bevande alcoliche, continuarono ad arrivare. Nel 1895, Murphy pianificò il sito originale della città e modificò il piano per includere un parco comunale e alcuni lotti per le attività commerciali. Era delimitata da Lamar Road a sud, 55th Avenue a est, Myrtle Avenue a nord e 59th Avenue a ovest. La costruzione di una ferrovia da Prescott a Phoenix è stata resa possibile con uno scambio del diritto di accesso effettuato da Murphy lungo Grand Avenue. La ferrovia ha permesso ai coloni di Glendale di trasportare merci verso nord e di ricevere facilmente materiali da costruzione.
Anche la costruzione e le applicazioni commerciali della Beet Sugar Factory nel 1906 contribuirono alla crescita di Glendale. Sebbene le operazioni della fabbrica siano durate solo fino al 1913, ha svolto un ruolo importante nell'aumento dei coloni immigrati e migranti nella città.

## Società

### Evoluzione demografica
Secondo il censimento del 2010, la popolazione era di 226 721 abitanti.
In base agli ultimi dati disponibili del 2018, la città ha una popolazione di 250 702 abitanti.

### Etnie e minoranze straniere
Secondo il censimento del 2010, la composizione etnica della città era formata dal 67,8% di bianchi, il 6,0% di afroamericani, l'1,7% di nativi americani, il 3,9% di asiatici, lo 0,2% di oceaniani, il 16,4% di altre razze, e il 4,0% di due o più etnie. Ispanici o latinos di qualunque razza erano il 35,5% della popolazione.